# Centralni istočnoaramejski jezici
Centralni istočnoaramejski jezici jedna od tri glavne skupine istočnoaramejskih jezika koji se govore na području Sirije, Turske, Iraka, Irana i Izraela.
Obuhvaća 14 jezika podijeljenih u dvije uže podskupine, sjeverozapadnu s dva jezika i sjeveroistočnu s 12. Njezini predstavnici su:
a. sjeveroistočni/Northeastern (12): babilonski talmudski aramejski (†; tmr), bijil neoaramejski (bjf), bohtan neoaramejski (bhn), hértevin (hrt), hulaulá (huy), kildani (novokaldejski, kaldejski novoaramejski; cld), koy sanjaq surat (kqd), lishán didán (trg), lishana aturaya (aii), lishana deni (judeoaramejski; lsd), lishanid noshan (aij), senaya (syn);
b. sjeverozapadni/Northwestern (2): mlahsö, turoyo.
Sa sirskim jezikom i mandejskim jezicima čine istočnoaramejsku skupinu jezika.

## Vanjske poveznice
- Ethnologue (14th)
- Ethnologue (15th)